# Jan Żak
Jan Żak (ur. 1884 w Brzeżanach, zm. 17 czerwca 1961 Rio de Janeiro) – brazylijski rzeźbiarz polskiego pochodzenia.

## Biografia
Jego rodzice wyemigrowali do Brazylii w 1896 i zamieszkali w nowo założonej kolonii Dorizon. W dzieciństwie przejawiał uzdolnienia manualne i rzeźbił małe przedmioty w drzewie oraz lepił z gliny małe figurki. Dzięki wsparciu oraz stypendium władz Parany, ukończył Szkołę Artystyczno-Przemysłową w Kurytybie, Akademię Sztuk Pięknych w Rio de Janeiro oraz studia w Belgii i Francji. W 1923 powrócił do Brazylii, przyjął obywatelstwo brazylijskie i posługiwał się nazwiskiem João Zaco Paraná. Pierwszą jego pracą był pomnik Siewcy w Kurytybie, który przyniósł mu uznanie w kraju. W 1940 został profesorem na Akademii Sztuk Pięknych w Rio de Janeiro.

## Twórczość
- Pomnik Siewcy w Kurytybie
- fronton pałacu prezydenta Brazylii
- liczne rzeźby na oficjalnych budynkach państwowych
- pomnik „Macierzyństwo” w Rio de Janeiro[2]